# 196 (عدد)
196 هو عدد صحيح. طبيعي بين 195 و197

## في الرياضيات

### خصائص
- 196عدد زوجي
- 196مربع كامل
- 196عدد زائد
- 196 عدد مضلعي (11 أضلاع-34 أضلاع-...)